# Oliver Sykes
Oliver Scott "Oli" Sykes, mais conhecido como Oliver Sykes, (Sheffield, 20 de novembro de 1986) é um cantor e compositor inglês, vocalista da banda de rock Bring Me the Horizon desde a sua formação, em 2004. Ele também é dono da marca de roupas Drop Dead.

## Biografia
Sykes nasceu em 20 de novembro de 1986, em Ashford, Kent, Inglaterra. Quando criança, ele se mudou para a Austrália com seus pais, Ian e Carol Sykes, se mudando sempre entre as cidades Adelaide e Perth durante um período de cerca de seis anos. A sua família voltou para o Reino Unido quando Sykes tinha cerca de oito anos, ficando em definitivo em Stocksbridge em Sheffield, South Yorkshire. Lugar onde formou o Bring Me The Horizon.

## Carreira

### Carreira musical: Womb 2 Da Tomb, Purple Curto e pseudônimo Olisaurus (2000–2004)
No final de 2000, enquanto ainda estava na escola, ele começou a criar CDs de compilação e pequenas faixas sob o nome de Quakebeat. Ele também tocou na banda de hip-hop "Womb 2 Da Tomb" com seu irmão Tom Sykes e seu colega de Bring Me the Horizon Matt Nicholls, e na banda de metal "Purple Curto" com Neil Whiteley, como baterista/vocalista com o pseudônimo de "Olisaurus", que ele mais tarde usaria ao lançar material solo.

### Bring Me the Horizon (2004–presente)
Em 2004, Sykes formou o Bring Me the Horizon. A banda lançou seu primeiro álbum, Count Your Blessings em 2006, seu segundo álbum Suicide Season foi lançado em 29 de setembro de 2008, seu terceiro álbum de estúdio There Is a Hell Believe Me I've Seen It. There Is a Heaven Let's Keep It a Secret. em 4 de outubro de 2010, eles lançaram seu quarto álbum de estúdio Sempiternal em 1 de abril de 2013, que apresenta o novo membro Jordan Fish e Sykes tocando guitarra base para o álbum e eles lançaram seu quinto álbum de estúdio, That's the Spirit, em 11 de setembro de 2015, seu sexto álbum amo foi lançado em 25 de janeiro de 2019. Em 27 de dezembro de 2019, eles lançaram seu lançamento comercial Music to Listen to~Dance to~Blaze to~Pray to~Feed to~Sleep to~Talk to~Grind to~Trip to~Breathe to~Help to~Hurt to~Scroll to~Roll to~Love to~Hate to~Learn Too~Plot to~Play to~Be to~Feel to~Breed to~Sweat to~Dream to~Hide to~Live to~Die to~Go To. Em 30 de outubro de 2020, eles lançaram outro lançamento comercial Post Human: Survival Horror.

### Colaborações e outros pojetos musicais
Sykes participou de canções das bandas You Me at Six "Bite My Tongue", Architects "Even If You Win, You're Still a Rat", Admiral's Arms "Dawn of the New Age" e Deez Nuts "If You Don't Know, You Know Now". Ele também participou de um videoclipe da banda de rock americana A Day to Remember, "All I Want".
Em 2017, Sykes apareceu como vocalista convidado na canção "Silence Speaks" com a banda inglesa de metalcore While She Sleeps.
Sykes foi brevemente apresentado no videoclipe da canção "Boys" de Charli XCX, juntamente com outros artistas como Brendon Urie, Denzel Curry, Charlie Puth e Stormzy.

Sykes também colaborou com o DJ Skrillex com vocais de apoio na música "Visions" de Bring Me the Horizon, do álbum Bring Me the Horizon, There Is a Hell Believe Me I've Seen It. There Is a Heaven Let's Keep It a Secret. Skrillex também remixou uma música de Bring Me the Horizon "The Sadness Will Never End" do álbum Suicide Season, cujo remix foi apresentado na versão Cut Up! do álbum, lançado mais tarde em 2009.

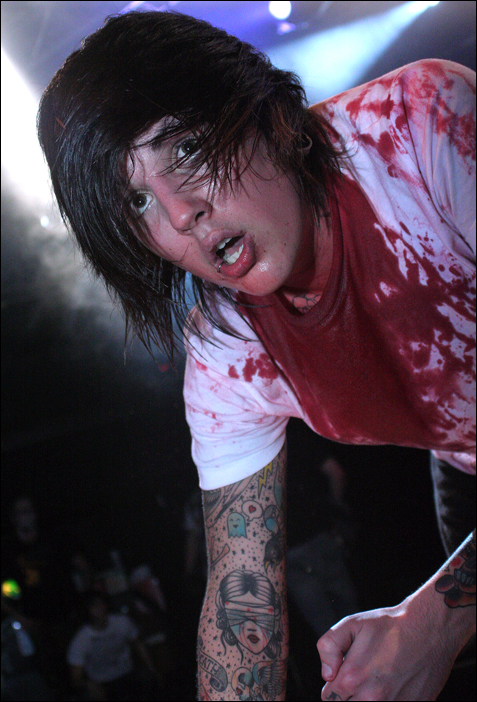
Oliver Sykes se apresentando com o Bring Me the Horizon em outubro de 2006

Em 27 de outubro de 2017, Sykes se apresentou com o Linkin Park - que ele afirma ter sido seu primeiro show quando adolescente - no Linkin Park and Friends: Celebrate Life in Honor of Chester Bennington. Ele cantou a música "Crawling" com o DJ e produtor musical Zedd na percussão.

### Linha de roupas
Além de suas contribuições de vocais e de composição em Bring Me the Horizon, Sykes também é o fundador e proprietário da linha de roupas alternativas Drop Dead Clothing (estilizada como DROP DEAD).

### Escrita
Em 1 de fevereiro de 2013, Sykes lançou um projeto Kickstarter para financiar uma história em quadrinhos criada por ele e o artista da Drop Dead Clothing Ben Ashton-Bell, intitulado Raised by Raptors. Com uma meta de £15.000, o projeto excedeu sua meta semanas após o lançamento, atingindo um total final de £39.223.

## Influências e legado

### Influências
Oliver citou Pantera, Black Flag, Misfits, Linkin Park, Simple Plan, Every Time I Die, Skycamefalling, Poison the Well, Norma Jean e The Dillinger Escape Plan.

### Vocais e temas líricos
As letras de Sykes têm um forte sentimento de catarse para ele. Ele baseia-se principalmente em experiências pessoais e comparou as apresentações ao vivo da banda como terapia para ele. Em 2006, quando questionado sobre as letras de Count Your Blessings, por terem sido criticadas por seu conteúdo fixado em relacionamentos ou outros temas que eram chamados de "rasos e sem sentido", ele respondeu "Minha vida nunca tinha sido tão ruim até aquela época, então não tenho muito o que falar".

### Legado
O personagem principal do longa-metragem francês A Taste of Ink é um admirador de Oliver Sykes e de Bring Me the Horizon. Ele é um cantor de post-hardcore e usa como uma homenagem a Oliver Sykes uma camisa preta de Michael Jordan, camisa que Sykes utilizava com frequência durante os shows da banda. O título francês Compte tes blessures é inspirado no primeiro álbum da banda, o Count Your Blessings.

## Vida pessoal
Desde os 12 anos, Sykes sofre de uma forma de terror noturno conhecida como paralisia do sono, que é a incapacidade de se mover ou falar ao adormecer ou ao acordar.
Sykes se tornou vegetariano em 2003 aos 16 anos depois de assistir a um documentário on-line sobre a crueldade contra os animais, "Quando vi como os animais são torturados em fazendas industriais, não pude justificar ser parte dessa crueldade." Ele passou a se tornar um dos rostos da PETA, eventualmente criando camisetas de caridade com o slogan "Meat Sucks" por meio de sua linha Drop Dead Clothing. Mais tarde, ele se tornou um vegano em 2013. Sua paixão pelo veganismo pode ser vista em seu empreendimento de 2018, 'Church', um bar com um menu totalmente vegano baseado na Ilha Kelham de Sheffield.
Sykes é um ateu, afirmando "Eu não acredito em Deus. Fui convidado a acreditar nele quando estava em uma situação de merda. Não conseguia entender por que precisava de um deus ou, na minha opinião, algo que não, não existe." Em uma entrevista à Radio.com em 2013, ele também afirmou: "Na minha opinião, não acho que acreditar em Deus seja um crime sem vítimas. Não é que eu esteja certo e todo mundo está errado. Se fossem apenas pessoas que creem em Deus não tivessem efeito no mundo, então não faria diferença. Então você pode acreditar no que quiser, se quiser um amigo imaginário que vive nas nuvens, tudo bem. Mas é o fato de que tem um efeito sobre outras pessoas e outras coisas e o mundo inteiro está em turbulência principalmente por causa da religião, pelo menos uma grande parte dela."
Depois de receber o prêmio de Álbum do Ano no primeiro Alternative Press Music Awards em 2014, Sykes revelou uma história de vício e abuso da droga Ketamina. Dirigindo-se à multidão, ele disse: "Minha banda queria me matar, meus pais queriam me matar, meu maldito irmão queria me matar", e também admitiu: "Eu fui para a reabilitação por um mês e vocês estavam me mandando mensagens e e-mails. Quando eu saí daquela reabilitação, eu não queria mais gritar, eu queria cantar."
Em 12 de julho de 2015 na Toscana, Itália, Sykes se casou com a modelo e tatuadora Hannah Pixie Snowdon. Em 2016, Sykes anunciou que ele e Snowdon se separaram. Em maio de 2019, Sykes alegou que seu relacionamento terminou devido à infidelidade de Snowdon, e se referiu a ela como sua "ex-esposa". O single da banda de 2019, "Medicine", foi escrito sobre o relacionamento do casal.
Em 22 de julho de 2017, Sykes se casou com a modelo brasileira Alissa Salls.
Por volta de março de 2021, Oliver postou uma foto no Instagram que confirmou que estava no Brasil, que tem agora um CPF e comprou uma casa, que estava morando com a sua esposa no interior de São Paulo. Ele já morou em Taubaté e atualmente mora em Ubatuba.
Em maio de 2025, Sykes e Alissa revelaram através de seus perfis pessoais no Instagram que ela estava esperando gêmeos, uma menina e um menino, junto com um vídeo de revelação do sexo dos bebês.  Em 18 de julho de 2025, Salls anunciou que havia dado à luz seu filho e sua filha.

## Controvérsias

### Alegação de urinar e agressão à fã
Em 2007, uma fã acusou Sykes de urinar nela e acusou ele e seus colegas de banda de agredi-la. Oliver Sykes foi levado a julgamento e se declarou inocente. A fã tirou uma foto do rosto dela, que parecia coberto de sangue. Um funcionário da casa de shows Rock City na cidade Nottingham, Inglaterra, disse: "Depois do show, duas garotas tentaram entrar no ônibus da turnê. Mais tarde, o cantor Oliver Sykes tentou sexo com uma das garotas. Quando ela disse não, ele a chamou de sapatão e primeiro urinou nela antes dele e o resto da banda a jogou junto de sua amiga para fora do ônibus. Uma vez fora do ônibus, alguém dentro de dentro do grupo jogou uma garrafa vazia de Jagermeister na cabeça da garota". Sykes negou veementemente as acusações. De acordo com a gravadora Visible Noise Records, "várias versões do alegado incidente foram postadas online". As acusações contra Sykes foram retiradas devido à falta de evidências.

### Vídeos com Architects
Durante uma turnê em 2008, Bring Me the Horizon e a banda britânica de metalcore Architects filmaram dois vídeos. O primeiro mostrou uma luta entre Sykes e o vocalista do Architects Sam Carter, enquanto o segundo mostrou uma ambulância com Sykes supostamente dentro. Os vídeos foram carregados no YouTube, levando à indignação de muitos fãs do Bring Me the Horizon, e resultou em cartas de ódio e ameaças de morte enviadas a Carter. No entanto, mais tarde foi revelado que os vídeos era uma encenação por ambas as bandas, e que eles são na verdade bons amigos. Sykes disse: "Eventos de um dia inteiro podem se tornar entediantes muito rápido, então conjuramos a primeira coisa idiota em que podíamos pensar e a tornamos o mais inacreditável possível."

### Incidente de Moshing
Em junho de 2013, Sykes e Bring Me the Horizon foram processados pelos pais de uma menina de 12 anos devido a ferimentos sofridos no mosh pit enquanto assistiam à performance da banda durante a Warped Tour 2013. Isso levou Sykes a anunciar via Twitter que legalmente ele não era mais capaz de iniciar qualquer tipo de atividade de mosh durante seus shows. No entanto, Sykes mais tarde afirmou que o processo havia sido arquivado e que o mosh em seus shows não seriam mais proibidos.

### Alegações de violência doméstica
Sykes foi acusado de violência doméstica por sua ex-esposa Hannah Pixie Snowdon no Instagram em 2016, alegando que Sykes "esbofeteou e cuspiu" nela. Snowdon também alegou que ela "não foi a primeira garota com quem todo esse padrão aconteceu".

## Outros projetos
- Em 2005, Oliver Sykes ("Master Syko"), Matt Nicholls, Tom Sykes e XricciX formaram um grupo de rap chamado Womb 2 da Tomb, apenas por diversão.
- Oliver Sykes e o irmão Neil Whiteley de sua ex-namorada Sarah, fomaram uma banda de grindcore chamada Purple Curto, que também não está mais em ativa.

## Discografia

### Álbuns
- The Bedroom Sessions (Demo) - 2003
- This Is What The Edge Of Your Seat Was Made For (EP) - 2004
- Count Your Blessings - 2006
- Suicide Season - 2008
- There Is A Hell, Believe Me I've Seen It. There Is A Heaven, Let's Keep It A Secret - 2010
- Sempiternal - 2013
- That's The Spirit - 2015
- amo - 2019
- Post Human: Nex Gen - 2024

| Ano  | Música                                | Álbum                 | Artista          |
| ---- | ------------------------------------- | --------------------- | ---------------- |
| 2009 | "Dawn of the New Age"                 | Stories Are Told      | Admiral's Arms   |
| 2010 | "If You Don't Know, Now You Know"     | This One's For You    | Deez Nuts        |
| 2011 | "Bite My Tongue"                      | Sinners Never Sleep   | You Me at Six    |
| 2012 | "Even If You Win, You're Still a Rat" | Daybreaker            | Architects       |
| 2017 | "Silence Speaks"                      | You Are We            | While She Sleeps |
| 2021 | "No More Friends"                     | Episodes: Season 1    | Olivia O'Brien   |
| 2021 | "Obliterate"                          | Where the Body Goes   | Lotus Eater      |
| 2021 | "Salt"                                | Salt                  | Daine            |
| 2021 | "Knife Party"                         | Party at the Cemetery | Poorstacy        |
| 2021 | "Dummy"                               | Hellraisers, Pt. 2    | Cheat Codes      |
| 2021 | "VAMP1R"                              | Kiss of Death         | IC3PEAK          |
| 2022 | "Believe the Hype                     | Single sem álbum      | Alice Longyu Gao |

| Ano  | Música           | Artista           | Diretor                       | Tipo de participação | Link                                        |
| ---- | ---------------- | ----------------- | ----------------------------- | -------------------- | ------------------------------------------- |
| 2011 | "All I Want"     | A Day to Remember | Drew Russ                     | Performance          | Vídeo no YouTube                            |
| 2011 | "Bite My Tongue" | You Me at Six     | Tim Mattia                    | Performance          | Vídeo no YouTube                            |
| 2017 | "Silence Speaks" | While She Sleeps  | Tom Welsh e Taylor Fawcett    | Performance          | Vídeo no YouTube                            |
| 2017 | "Salt"           | Daine             | Hiball                        | Performance          | https://www.youtube.com/watch?v=EoWzYQRhzHQ |
| 2017 | "Boys"           | Charli XCX        | Charli XCX and Sarah McColgan | Cameo                | https://www.youtube.com/watch?v=mPRy1B4t5YA |
| 2022 | "Maybe"          | Machine Gun Kelly | Marc Klasfeld                 | Performance          | https://www.youtube.com/watch?v=9xht4JIOfjU |
| 2022 | "Fallout"        | Masked Wolf       | Desconhecido                  | Performance          | https://www.youtube.com/watch?v=MtE6P3dNmMY |
| 2022 | "Bad Life"       | Sigrid            | Oliver Sykes                  | Performance          | https://www.youtube.com/watch?v=o4552tadeuM |

### Como escritor
- Raised by Raptors (2013–presente)[51]